# Stéphane Demol
Stéphane Auguste Ernest Demol (Watermael-Boitsfort, Bélgica, 11 de marzo de 1966-22 de junio de 2023) fue un futbolista y entrenador belga, que se desempeñó como defensa y militó en diversos clubes de Bélgica, Italia, Francia, Portugal, Grecia y Suiza. 

## Selección nacional
Demol jugó 38 partidos internacionales, para la selección nacional belga y anotó solo un gol. Participó con su selección en dos citas mundialistas, que fueron en México 1986, donde Bélgica obtuvo el cuarto puesto y después en Italia 1990, donde la selección belga, fue eliminada de ese mundial en octavos de final, tras perder en el alargue ante Inglaterra en Bologna.

## Clubes
| Club                | País     | Año         |
| ------------------- | -------- | ----------- |
| Anderlecht          | Bélgica  | 1984 - 1988 |
| Bologna             | Italia   | 1988 - 1989 |
| FC Porto            | Portugal | 1989 - 1990 |
| Toulouse            | Francia  | 1990 - 1991 |
| Standard Lieja      | Bélgica  | 1991 - 1993 |
| Cercle Brugge       | Bélgica  | 1993 - 1994 |
| Sporting Braga      | Portugal | 1994 - 1995 |
| Panionios           | Grecia   | 1995        |
| Lugano              | Suiza    | 1995 - 1996 |
| Sporting Toulon Var | Francia  | 1996 - 1998 |
| FCV Dender EH       | Bélgica  | 1998 - 1999 |
| Halle               | Bélgica  | 1999 - 2000 |

## Participaciones en Copas del Mundo
| Mundial                        | Sede   | Resultado        |
| ------------------------------ | ------ | ---------------- |
| Copa Mundial de Fútbol de 1986 | México | Cuarto lugar     |
| Copa Mundial de Fútbol de 1990 | Italia | Octavos de final |

## Honores

### Jugador
Anderlecht
- Primera División de Bélgica: 1984–85, 1985–86, 1986–87
- Copa de Bélgica: 1987-88
- Supercopa de Bélgica: 1985, 1987

Porto
- Primeira Liga: 1989–90

Standard Lieja
- Copa de Bélgica: 1992–93

Bélgica
- Cuarto puesto en la Copa Mundial de Fútbol de 1986

### Individual
- Kicker FIFA World Cup All-Star Team: 1986[5]
- Mejor jugador extranjero de la Primeira Liga: 1989-90[6]
- World Soccer Magazine World XI: 1990[7]